# Ивановская волость (Богородский уезд)
Ивановская волость — волость в составе Богородского уезда Московской губернии. Существовала до 1929 года. Центром волости было село Ивановское.
В состав волости вошли селения Аксиньино, Алексеевка, Афанасово, Боково, Борисовка, Воря-Богородское, Душоново, Здехово, Ивановское, Каблуково, Кармолино, Котельниково, Кремлино, Макарово, Мишнево, Огуднево, Петрищи (ныне Малые Петрищи), Петровское, Протасово, Сутоки, Сукманиха, Черноголовка, Чернышевка, Якимово и Якушево.
По данным 1919 года в Ивановской волости было 19 сельсоветов: Аксильинский, Алексеевский I, Алексеевский II, Боковский, Воря-Богородский, Душеновский, Здехово-Борисовский, Ивановско-Котельниковский, Каблуковский, Кармолинско-Чернышевский, Макаровский, Мишневский, Огудневский, Петровский, Протасовский, Сутоко-Сукманихский, Черноголовский, Якимово-Афанасовский, Якушевский.
В 1923 году Здехово-Борисовский с/с был переименован в Здеховский, Ивановско-Котельниковский — в Ивановский, Кармолинско-Чернышевский — в Кармолинский, Сутоко-Сукманихский — в Сутоковский, Якимово-Афанасовский — в Якимовский. Якушевский с/с был присоединён к Макаровскому.
В 1924 году Алексеевский I с/с был присоединён к Аксиньинскому, а Алексеевский II — к Воря-Богородскому.
В 1925 году Алексеевский I с/с был восстановлен..
По данным 1926 года селения в составе сельсоветов: Аксиньино (Аксиньинский сельсовет), Первая Алексеевка (Алексеевский сельсовет), Боково (Боковский сельсовет), Воря-Богородское, Вторая Алексеевка (Воря-Богородский сельсовет), Душоново (Душоновский сельсовет), Борисовка, Здехово, (Здеховский сельсовет), Ивановское, Котельники (Ивановский сельсовет), Каблуково (Каблуковский сельсовет), Кармолино, Чернышево (Кармолинский сельсовет), Макарово, Якушево (Макаровский сельсовет), Мишнево (Мишневский сельсовет), Огуднево (Огудневский сельсовет), Петровское (Петровский сельсовет), Протасово (Протасовский сельсовет), Сукманиха, Сутоки (Сутоки-Сукманиховский сельсовет), Черноголовка (Черноголовковский сельсовет) Афанасово, Якимово (Якимовский сельсовет).
В ходе реформы административно-территориального деления СССР в 1929 году Ивановская волость была упразднена, а её территория разделена между Богородским (Макаровский, Черноголовковский, Якимовский (территория была передана в Черноголовковский с/с) с/с) и Щёлковским (Аксиньинский (территория была передана в Алексеевский с/с), Алексеевский, Боковский, Воря-Богородский (территория была передана в Каблуковский с/с), Душоновский (территория передана в Огудневский с/с), Ивановский, Каблуковский, Кармолинский (территория передана в Мишневский с/с), Протасовский (территория передана в Огудневский с/с), Сутоки-Сукманиховский (территория передана в Здеховский с/с) с/с) районами образованной Московской области.